# پارک ملی آمبورو
پارک ملی آمبورو (به اسپانیایی: Parque nacional Amboró) یک پارک ملی در بولیوی است که در شهرستان سانتا کروز (بولیوی) واقع شده‌است.